# Ogre (stacja kolejowa)
Ogre (ros. Огре) – stacja kolejowa w Ogre, na Łotwie. Znajduje się na linii Ryga-Dyneburg.
Stacja powstała w XIX w. na Kolei Rysko-Dyneburskiej i nazwana została od pobliskiej rzeki Ogre. Początkowo nosiła nazwę Oger (ros. Огер).